# Ferenc József, Thân vương Koháry xứ Csábrág và Szitnya
Ferenc József, Thân vương Koháry thứ nhất xứ Csábrág và Szitnya (4 tháng 9 năm 1767, tại Viên – 27 tháng 6 năm 1826, tại Oroszvár), là một ông trùm và chính khách người Hungary. Ông là thành viên của Nhà Koháry quý tộc và từng giữ chức Tể tướng đại thần Vương quốc Hungary. Vào ngày 15 tháng 11 năm 1815, Hoàng đế Franz Joseph I của Áo đã phong tặng cho ông tước hiệu Fürst (thân vương) von Koháry xứ Csábrág và Szitnya.
Từ thế kỷ XVII, gia tộc Koháry đã lần lượt được trao các tước hiệu Freiherr (Nam tước) rồi Graf (Bá tước), nhưng phải đến ngày 15 tháng 11 năm 1815 thì gia tộc Koháry mới được nâng lên địa vị hoàng thân đế chế. Tước vị này được trao chỉ 2 tuần trước khi con gái của ông là Mária Antónia Koháry kết hôn với Thân vương tử Ferdinand của Nhà Sachsen-Coburg và Gotha, vì nếu không có tước vị thân vương thì gia tộc Koháry sẽ không được liên hôn với một vương tộc và nếu bất chấp liên hôn với một vương tộc thì hậu duệ của con gái ông sẽ bị xếp vào sản phẩm của quý tiện kết hôn.
Với cái chết của ông vào năm 1826, Nhà Koháry đã tuyệt tự dòng nam, nhưng dòng nữ vẫn còn tồn tại thông qua các hậu duệ của con gái ông thuộc Nhà Sachsen-Coburg và Gotha-Koháry. Vua Fernando II của Bồ Đào Nha là cháu ngoại của ông, các vua Pedro V của Bồ Đào Nha, Luís I của Bồ Đào Nha và Ferdinand I của Bulgaria là cháu cố của ông.